# عبد المجيد الخاني
عبد المجيد بن محمد بن محمد الخاني الخالدي النقشبندي (26 يناير 1847 - أکتوبر 1900) (9 صفر 1263 - جمادى الآخرة 1318) عالم مسلم ومتصوف وشاعر سوري من أهل القرن التاسع عشر الميلادي/ الثالث عشر الهجري. ولد في دمشق ونشأ في أسرة متدينة أصلها من خان شيخون بمعرة النعمان. حفظ القرآن، وتلقى مبادئ اللغة العربية وعلوم الحديث والفقه والنحو على علماء عصره، منهم عبد القادر الجزائري. أتقن الفارسية، وأجاد فيها الكتابة نظماً ونثراً. اشتهر بفصاحته وله اشتغال بالتاريخ والفقه. رفض الوظائف وتصدر مكان والده بعد وفاته في 1898 في الطريقة النقشبندية. عمل بالدعوة الإسلامية وزار فلسطين. كان بينه وبين الإمام محمد عبده مراسلات. له عدة مؤلفات وقصائد مختلفة. توفي في أسطنبول ودفن بها. 

## سيرته
ولد عبد المجيد بن محمد بن محمد بن عبد الله بن مصطفى الخاني الخالدي النقشبندي في يوم 26 يناير 1847 م / 9 صفر 1263 في دمشق من أسرة تنحدر من خان شيخون التابعة لمعرة النعمان في إدلب. هاجر جده الأسرة الأكبر محمد بن عبد الله الخاني منها إلى حماة سنة 1818 وأقام فيها سنوات، ثم رحل إلى دمشق في 1824 فاستوطنها. كان والده محمد الخاني من أعلام الشام وشيخ الطريقة النقشبندية يدرس في تكية مراد باشا وفي منزله بالقنوات. حفظ عبد المجيد الخاني القرآن، ونشأ برعايته جده محمد الخاني الكبير، وعهد به إلى علي الخدوري الحمصي لتعليمه القرآن وعلم التجويد، وأخذ عن جده طرفاً من النحو والفقه والتفسير والحديث، وتلقى العلوم النقلية والعقلية عن محمد الطنطاوي الأزهري، وسمع منه بحضور عبد القادر الحسني الجزائري أكثر الفتوحات المكية الصحيحة، وكانت بينه وبين الأمير مودة.

عمل بالدعوة الإسلامية وزار فلسطين، وتصدّر مكان والده في الطريقة النقشبندية، كما كان بينه وبين محمد عبده مراسلات واتصالات وتقارب روحيّ. رفض الوظائف الحكومية على الرغم من تكليفه بالقضاء الشرعي.

توفي عبد المجيد الخاني‌ في أسطنبول في أکتوبر 1900/ جمادى الآخرة 1318 ودفن في مقبرة نيشان طاش. صلي عليه صلاة الغائب بالجامع الأموي بدمشق وجامع السنانية. من أولاده ، هما رضا وعبد القادر .

## شعره
له قصائد طويلة في مدح النبي محمد والتهائي وفي الغزل والرثاء والموشحات، وامتازت براعته في نوعي التطريز والتاريخ والنثر والخطابة. ذكره عبد العزيز البابطين في معجمه وقال عنه «شاعر نظم في المألوف من أغراض الشعر في عصره، وله مطولات وموشحات في المديح النبوي، والتهاني، والغزل، والرثاء، والحماسة، والدعوة إلى الله ونبذ العنصرية والشعوبية، مالت قصائده إلى استخدام التطريز والتأريخ.». 

## مؤلفاته
- الحدئق الورديّة في حقائق أجلّاء النقشبندية: ترجم فيه عدداً كبيراً من رجال العلم
- وجهُ الحِلّ في جهد المُقِلّ
- سبع مقامات
- ديوان شعر